# Carnaval da Alemanha

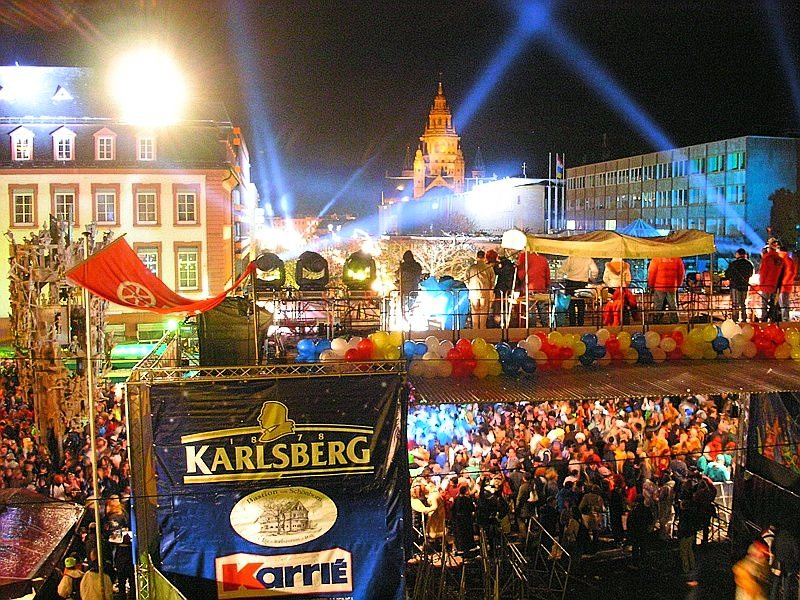
Carnaval na Mogúncia, Alemanha

Carnaval da Alemanha tem uma longa tradição carnavalesca. O carnaval Alemão é chamado de Karneval. Cada dia do carnaval, de quinta-feira à quarta-feira de cinzas, há comemorações, sendo os dias principais a quinta-feira (Weiberfastnacht) o ápice na segunda-feira (Rosenmontag). Também é especial a terça-feira (Faschingdienstag) e a quarta-feira de cinzas (Aschermittwoch), data que encerra o carnaval.
Na região do Reno (Rheinland), é dito que o Carnaval inicia-se às 11:11 do dia 11 de novembro e só acaba à meia noite da quarta-feira de cinzas (Aschermittwoch). Lá as escolas tem férias durante toda a semana de carnaval, e as instituições do governo não trabalham na segunda-feira (Rosenmontag).
Na cidade de Colônia (Köln), no centro-oeste da Alemanha, e suas redondezas, o Carnaval possui carros alegóricos, marchinhas de carnaval e todas as pessoas usam fantasias, independentemente de estarem ou não em uma "escola de carnaval". A grande diferença é que o Carnaval alemão é no inverno, o que faz com que as fantasias tenham que aquecer os foliões, e são distribuídos doces e balas pelos foliões. Outras cidades com um carnaval imponente são Düsseldorf, Bonn, Aachen e Mainz.
Na Alemanha também comemora a Oktoberfest, com muitas bebedeiras, inclusive a origem do carnaval da Europa é semelhante as festas para o deus romano Baco, até hoje o Carnaval, vem com muitas bebedeiras semelhantes. Comemora-se nos dias 7 a 12 de março.